# Aaron Betsky
Aaron Betsky est un architecte, critique, enseignant et écrivain de l’architecture, né en 1958 à Missoula, dans le Montana aux États-Unis.

## Biographie
Aaron Betsky est né en 1958 à Missoula, dans le Montana aux États-Unis. Il effectue ses études secondaires aux Pays-Bas. Il est diplômé en Histoire, en Arts et en Lettres en 1979 à l’université de Yale aux États-Unis. Il obtient son diplôme d’architecte après avoir passé le master d’architecture de l’université de Yale en 1983. Il passe son doctorat en histoire de l’architecture à l’université technique de Delft aux Pays-Bas.
Il enseigne entre 1983 et 1985 à la California State Polytechnic University, Pomona et à l’Université de Cincinnati. Plus récemment, il enseigne à l’Eero Saarinen University du Michigan. Il est professeur invité au sein de plusieurs universités américaines comme Colombia à New-York, l’école d’architecture de Houston, le California College of Arts de San Francisco ou encore à Southern California Institute de Santa Monica.
Entre 1985 et 1987 il travaille avec Frank Gehry Associates en Californie et avec Hodgetts et Fung Associates comme designer.
Il écrit dans  de nombreux magazines et journaux américains comme le “Los Angeles Times” entre 1991 et 1994., le “New York Times”, le “Village Voice”, “Domus” et le “Métropolitain Home”.
Il poste régulièrement des articles sur le blog du magazine de l’Institut Américain d'Architecture.

### Fonctions
Entre 1995 et 2001, il est conservateur du Département Architecture au Musée d’Art Moderne de San Francisco.
Entre 2001 et 2006, il dirige le Netherlands Architecture Institute (NAI) à Rotterdam. C’est l’un des centres d’architecture les plus importants au niveau international.
De 2006 à aujourd’hui, Aaron Betsky est le 8e directeur du Musée d’Art de Cincinnati, l’un des plus vieux musées des États-Unis en Ohio, existant depuis 1881.
Il est membre honoraire de la British Institute of Architects depuis 2004 et de la American Institute of Architects depuis 2001.
Il sera membre du jury pour le Holcim Awards Global en 2012

### Biennale de Venise
Aaron Betsky participe pour la première fois à la Biennale Internationale d’Architecture de Venise en 2002, en tant que commissaire du pavillon hollandais et obtient le Lion d’or du meilleur pavillon étranger. Il participa aussi aux Biennales de 2004 et 2006, toujours comme commissaire du pavillon hollandais, mais c’est en 2008 qu’il occupe le poste le plus important, celui de directeur de la 11e Biennale Internationale d’Architecture de Venise. Il réunit des architectes du 14 septembre au 23 novembre 2008 autour du thème "L' Architecture au-delà du bâtiment" ("Architecture beyond building").

## Œuvre
Aaron Betsky a publié plus d’une vingtaine d’ouvrages, il a écrit beaucoup de monographies sur des architectes du XXe siècle, dont Zaha Hadid, MVRDV, UN Studio. Certains de ses ouvrages traitent de l’architecture par le biais de la sexualité par exemple dans son livre “Queer Space”, Betsky traite de la sensibilité des homosexuels. En effet, il affirme que les gays et les femmes ont toujours été au-devant de l’innovation. Souvent obligés de se cacher ou de se créer un espace protégé, cette communauté a trouvé de nouvelles formes architecturales loin des choix conventionnels. Betsky montre ces espaces libérés de toute contrainte structurelle et qui jouent avec leur environnement. Dans “Building sex : men, women, architecture, and the construction of sexuality” il explique que l’architecture et la manière de construire sont en lien avec la sexualité humaine. En effet, ce sont surtout les hommes qui construisent les bâtiments et les environnements urbains. En revanche, ce sont surtout les femmes qui dessinent nos intérieurs. Il existe donc un contraste entre nos intérieurs et nos extérieurs. Betsky étudie ce contraste et prône une mixité de la construction.

### Publications
- Aaron Betsky, Joseph Giovanni, New architecture in the emerging world, Thames & Hudson, 2011
- Aaron Betsky, Kofi Annan, Ben Murphy, The U.N Building, Thames & Hudson, 2006
- Aaron Betsky, Adam Eeuwens, False Flat. Why dutch design is so good, Londres, Phaidon, 2004
- W. Maas, A. Betsky, S.Kwinter, B. Lootsma, A. Ruby, MVRDV Reads, Nai Publishers, 2003
- Aaron Betsky, K. M. Hays, G. M. Anderson, Scanning: The Aberrant Architectures of Diller + Scofidio, Whitney Museum of American Art, 2003
- Aaron Betsky, Landscapers: building with the land, Thames & Hudson, 2002
- B. van Berkel, A. Betsky, C. Bos, M. Wigley, UN Studio: UNFOLD, Nai Publishers, 2002
- Aaron Betsky, E. Adigard, Architecture Must Burn: a manifesto for an architecture beyond building, Londres, Thames & Hudson, 2000
- R. Moore, J. Herzog, A. Betsky, P. Davies, Vertigo: The Strange New World of the Contemporary City, Gingko Press, 1999
- Aaron Betsky, O. R. Ojeda, Miller Hull Partnership, Rockport Publishers, 1999
- T. González de León, A. Betsky, A. Leon, Kalach & Alvarez, Rockport Publishers, 1998
- A. Betsky, A. Suzuki, D. Jackson, P. Zellner, Pacific Edge : Contemporary Architecture on the Pacific Rim, Rizzoli, 1998
- T. Riley, A. Betsky, X. Costa, M. Robbins, Fabrications, Actar, 1998
- Aaron Betsky, Zaha Hadid: Das Gesamtwerk, DVA, 1998
- Z. M. Hadid, A. Betsky, Zaha Hadid: The Complete Buildings and Projects, Rizzoli, 1998
- Aaron Betsky, Queer space : architecture and same-sex desire, William Morrow, 1997
- A. Jarmusch, A. Betsky, R. W. Quigley, M. S. Larson, M. Benedikt, M. Les Benedict, Rob Wellington Quigley: Buildings and Projects, Rizzoli, 1996
- Aaron Betsky, Building sex : men, women, architecture, and the construction of sexuality, William Morrow, 1995
- Aaron Betsky, James Gamble Rogers and the Architecture of Pragmatism, 1994
- Aaron Betsky, Architecture & medicine : I.M. Pei designs the Kirklin Clinic, University Press of America, 1992
- Aaron Betsky, J. Chase, L. Whiteson, Experimental Architecture in Los Angeles, Rizzoli, 1991
- Aaron Betsky, Violated perfection : architecture and the fragmentation of the modern, Rizzoli, 1990
- Aaron Betsky, Being bet : released his first book about betness, Rizzoli, 1989

## Sources
- Aaron Betsky, Landscapers: building with the land, Thames & Hudson, 2002
- Z. M. Hadid, A. Betsky, Zaha Hadid: The Complete Buildings and Projects, Rizzoli, 1998